# Strongylura
Strongylura is een geslacht van straalvinnige vissen uit de familie van gepen (Belonidae). Het geslacht is voor het eerst wetenschappelijk beschreven in 1824 door van Hasselt.

## Soorten
- Strongylura anastomella (Valenciennes, 1846)
- Strongylura exilis (Girard, 1854)
- Strongylura fluviatilis (Regan, 1903)
- Strongylura hubbsi Collette, 1974
- Strongylura incisa (Valenciennes, 1846)
- Strongylura krefftii (Günther, 1866)
- Strongylura leiura (Bleeker, 1850)
- Strongylura marina (Walbaum, 1792) – Atlantische geep
- Strongylura notata
  - Strongylura notata notata (Poey, 1860)
- Strongylura scapularis (Jordan & Gilbert, 1882)
- Strongylura senegalensis (Valenciennes, 1846)
- Strongylura strongylura (van Hasselt, 1823)
- Strongylura timucu (Walbaum, 1792)
- Strongylura urvillii (Valenciennes, 1846)